# Ludwig Berger

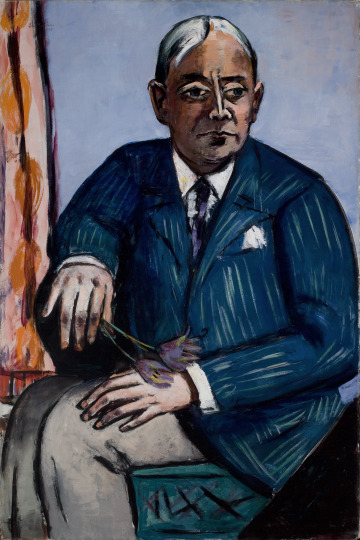
Portret van Ludwig Berger door Max Beckmann

Ludwig Berger (geboren als Ludwig Bamberger) (Mainz, 6 januari 1892 – Schlangenbad, 18 mei 1969) was een Duitse filmregisseur en schrijver. Berger was een pionier op het gebied van het televisiedrama.
Berger is een zoon van de Joodse bankier Franz Bamberger en Anna Klara Bamberger-Lewino. Hij studeerde kunstgeschiedenis en germanistiek in München en Heidelberg en schreef in 1914 zijn dissertatie over Johann Conrad Seekatz, een Duitse schilder uit de 18e eeuw.
Berger regisseerde in 1916 bij het Stadttheater Mainz zijn stuk Gärtnerin der Liebe.
Hij was ook actief in de filmwereld en maakte zijn regiedebuut na 1920 met de films Ein Glas Wasser en Der verlorene Schuh (beide in 1923). Zijn eerste geluidsfilm was de in 1930 in de Verenigde Staten gemaakte The Vagabond King. In Duitsland maakte hij de Walzerkrieg in 1933, met Renate Müller, Hanna Waag en Willy Fritsch.
In 1935 vertrok hij via Frankrijk en Nederland naar Engeland. Kort daarna ging hij terug naar Duitsland, waar hij in Schlangenbad woonde. In Duitsland maakte hij Drei Walzer (1938). In Nederland maakte hij de films Pygmalion (1937) en Ergens in Nederland (1940), en in het Verenigd Koninkrijk The Thief of Bagdad (1940).
Berger behoorde tot de Duitse emigranten in Nederland vanaf 1933, en vestigde zich in 1938 met vervalste papieren in Amsterdam. Hij schreef de tekst voor het massaal gemonteerde historische gelegenheidsspel Eenheid door Oranje, dat in 1938 ter gelegenheid van het 40-jarig regeringsjubileum van Koningin Wilhelmina onder regie van Eduard Verkade op landgoed Elswout in première ging. Bergers huis in Schlangenbad was gedurende de oorlog met een beheerder veiliggesteld. In 1940 dook hij onder, maar bleef les geven aan jong Nederlands talent. Gedurende de Hongerwinter (1944) regisseerde Berger onder meer Shakespeares Een Midzomernachtsdroom. De voorstelling werd illegaal vertoond in de zitkamer van zijn huis in de Amsterdamse Vondelstraat.
Na de oorlog maakte Berger lange reizen. Hij kwam in 1947 weer naar Duitsland terug, en werkte in de Bondsrepubliek als theater-, televisie- en hoorspelregisseur. Hij schreef diverse toneelstukken, prozawerk en monografieën.

## Filmografie
- 1920 - Der Richter von Zalamea
- 1921 - Der Roman der Christine von Herre
- 1923 - Ein Glas Wasser. Das Spiel der Königin
- 1923 - Der verlorene Schuh
- 1925 - Ein Walzertraum
- 1927 - Der Meister von Nürnberg (tevens scenario)
- 1928 - Die Dame aus Moskau (The Woman from Moscow)
- 1928 - Sünden der Väter (Sins of the Fathers)
- 1929 - Das brennende Herz
- 1930 - Der König der Vagabunden (The Vagabond King)
- 1930 - Playboy of Paris
- 1930 - Le petit café
- 1932 - Ich bei Tag und Du bei Nacht
- 1932 - A moi le jour, à toi la nuit
- 1932 - Early to Bed
- 1933 - Walzerkrieg
- 1933 - La guerre des valses
- 1937 - Pygmalion
- 1938 - Drei Walzer (Trois valses)
- 1940 - Ergens in Nederland (tevens scenario)
- 1940 - The Thief of Bagdad
- 1950 - Ballerina (tevens scenario)
- 1954 - Die Spieler (TV)
- 1955 - Undine (TV, tevens scenario)
- 1957 - Der Tod des Sokrates (TV, tevens scenario)
- 1958 - Was ihr wollt (TV, tevens scenario)
- 1961 - Hermann und Dorothea (TV, tevens scenario)
- 1964 - Ottiliens Tollheiten (TV, tevens scenario)
- 1968 - Odysseus auf Ogygia (TV)